# 마쓰모토 세이초
마쓰모토 세이초(일본어: 松本 清張, 1909년 12월 21일 ~ 1992년 8월 4일)는 일본의 작가, 언론인이며 1952년 소설 《어느 고쿠라 일기전》으로 아쿠타가와 상을 수상하였다. 역사소설, 현대소설의 단편을 중심으로 집필하였으며, 1958년에는 《점과 선》(点と線), 《너를 노린다》(眼の壁)을 발표, 이후 범죄의 동기를 중심으로 한 작풍의 추리소설로 이름을 떨쳤다. 또한 《아지랑이 그림》(かげろう繪圖) 등의 시대소설을 쓰는 한편으로 《고대사의》(古代史疑)와 같은 저서를 통해 일본 고대사에 강한 관심을 보였다. 이러한 그의 관심은 《불의 길》(火の路) 등의 소설 작품으로 결실을 맺었다. 치밀하면서도 깊은 연구를 토대로 자신만의 독창적인 학설을 발표하는 등 소설가의 수준을 훨씬 뛰어넘었다는 평가를 받았으며, 『일본의 검은 안개』(日本の黑い霧), 《쇼와사 발굴》(昭和史發掘) 등의 논픽션을 비롯해 일본의 근현대사에서 소재를 얻은 많은 작품을 남겼을 뿐 아니라, 모리 오가이나 기쿠치 간에 대한 평전도 남기는 등 넓은 영역에 걸치는 창작활동을 지속해 나갔다. 영화감독 노무라 요시타로(野村芳太郎)와 공동 작업으로 자신의 소설 8개를 영화화하였으며, 그 중 《모래그릇》은 일본 영화사의 걸작 중 하나로 평가받고 있다.

## 통칭
본명은 '마쓰모토 기요하루(きよはる)'이며, 세이초(せいちょう)는 그의 이름의 한자 표기인 '淸張'을 음독한 그의 필명이다. 이는 당시 소설가 나카야마 기슈(中山義秀, 본명은 나카야마 요시히데(훈독))의 필명에서 모방한 것으로 알려져 있다.(세이초 자신은 필명인 '기슈'를 본명으로 착각하고 있었던 것 같다) 1950년대 중반까지 편집자들도 그의 이름을 '기요하루'로 읽었다고 한다.

## 생애

### 출생
세이초는 자신의 과거에 대해 별로 이야기하지 않았던 탓에 그의 출생부터 작가로서 출세할 때까지의 대부분의 알려진 기술들은 주로 그가 남긴 자서전인 『반생의 기록』(半生の記)를 토대로 작성된다.
세이초의 아버지 마쓰모토 미네타로(松本峯太郎)는 원래 돗토리현 니치난초(日南町)의 다나카(田中) 집안 출신으로, 어려서 요나고시의 마쓰모토 집안에 양자로 들어갔다. 청년기에 히로시마로 나아가, 서생이나 간호 잡역부 등을 하였으며, 히로시마 현의 가모군(賀茂郡) 시와 촌(志和村, 현재의 히가시히로시마시 시와초)의 농가의 딸로 방적 공장에서 일하고 있던 오카다 다니(岡田タニ)와 알게 되어 결혼하였다.
공식적으로는 후쿠오카현의 기쿠군(企救郡) 이타비쓰 촌(板櫃村, 지금의 기타큐슈시 고쿠라키타구)에서 태어났다고 한다. 오늘날 그와 관련된 다수의 간행물 또는 기타큐슈의 시립 마쓰모토 세이초 기념관을 비롯한 대다수의 일본 자료에는 고쿠라 출신으로 기록되어 있다. 하지만 실제로 오쿠라는 그의 출생 신고가 접수된 장소이며, 정작 세이초 자신은 1990년 요미우리 신문 인터뷰에서 "태어난 곳은 고쿠라 시(지금의 기타큐슈 시)이지만, 실은 히로시마입니다"라고 이야기하였다. 그는 실제로는 지금의 히로시마현 히로시마시에서 태어난 것으로 추측되는데, 또한 마쓰모토 세이초 기념관에 전시된 세이초의 어릴적 기념사진에는 히로시마시에 실재했던 지명인 '히로시마 교하시(広島京橋)'라는 사진관 이름이 선명히 기재되어 있다. 이밖에 세이초 자신이 "지금까지의 작품 가운데 자전적인 성격이 가장 진한 소설", "나의 아버지와 다나카 가(家)의 관계는 거의 사실 그대로 썼다"고 기술하고 있는 《부계의 손가락》(父系の指)에서 그는 "나는 히로시마의 K초(町)에서 태어났다고 들었다(私は広島のK町に生まれたと聞かされた)"고 쓰고 있다. 일본 내 세이초 연구의 제1인자로 꼽히는 시인 겸 문예평론가 고하라 히로시(郷原宏)는 이 부분에 대해 통상 사소설에 쓰는 모든 것이 사실이라고 할 수는 없지만 굳이 사실을 왜곡할 필요가 없는 부분이며, 그냥 '히로시마'라고 써도 될 것을 굳이 '히로시마의 K마을'이라고 구체적으로 밝힌 점을 들어, 기념 사진의 건과 합쳐 생각할 때 오구라는 본적지일 뿐 출생지라고 보기는 어려우며 세이초의 출생지는 히로시마라고 주장했다. 덧붙여 고하라는 세이초가 말한 K마을을 히로시마 역에서 가까운 교바시초(京橋町, 지금의 마나미 구)로 추정하고 있다.
마쓰모토 세이초 기념관의 관장이자 그의 담당 편집자이기도 했던 후지이 야스에(藤井康栄)도 저서 《마쓰모토 세이초의 잔상》(松本清張の残像, 2002년)에서 "마쓰모토 세이초는 히로시마 태생"이라고 지적하고 있다. 후지이는 "낡은 한 장의 사진이 히로시마 태생의 방증이 된 것인지도 모르지만, 그렇다고 해서 생년월일이나 출생지에 대한 공식 기록을 바꿀 수는 없다. 그것들은 당사자가 생전에 자주, 계속 확인했을 것이기 때문이다" 라고 하면서도, 2009년에 아사히 신문이나 주고쿠(中國) 신문지상에서 세이초가 히로시마 태생이긴 하지만 그의 호적 등본을 비롯한 모든 공식 기록의 출생지가 고쿠라로 되어 있으며 세이초 본인이 출생지에 대한 정정 신고를 하지 않은 것을 굳이 타인이 바꿀 수는 없다고 설명하고 있다. 단지 후지이에 의해 "마쓰모토 세이초는 히로시마 태생"이라고 지적된 뒤, 세이초 관련 문헌에서 그의 출생지를 히로시마로 적는 경우가 늘어나고 있다.(다만 후지이가 관장을 맡고 있는 기타큐슈 시립 마쓰모토 세이초 기념관은 세이초의 출생지가 히로시마라는 보도에 대해 '새로운 설'로서 대하면서도 여전히 '고쿠라 태생'이라는 견해를 견지하고 있다.)
세이초의 연보는 1958년의 가도카와 서점 《현대 국민문학 전집27 현대추리소설집》의 저서 약력에 수록된 것이 가장 최초의 것으로 여겨지는데, 이후 그의 연보와 관련된 기술에서는 모두 출생지를 후쿠오카 현 고쿠라 시라고 기록하였다. 다만 세이초 본인은 생전 인터뷰나 자전적 소설로 불리는 작품에서도 자신이 고쿠라 태생이라고 직접적으로 발언한 적이 없으며, 또한 일본의 《문예춘추》에서 마쓰모토 세이초의 작품 전집을 편찬할 때조차 세이초가 굳이 자신의 연보를 정정하려는 시도를 보이지 않았던 점도 지적되고 있다. 이 점에 대해 고하라 히로시는 "본인의 출생 환경을 부끄러워 했던 점도 있어 굳이 정정하지 않았을 것이다" 라고 고찰하고 있다. 2010년의 히로시마시 향토 자료관 전시에서는 세이초가 히로시마 출신일 가능성을 많은 자료에 의해 검증하고 있다.
세이초가 태어난 것은 1909년(메이지 42년) 12월 21일로 알려져 있는데 실제로는 2월 12일이다. 마쓰모토 세이초 기념관에도 전시되어 있는 세이초의 탄생기념사진 뒤에는 '메이지 42년 2월 12일생, 동년 4월 15일 찍음'으로 먹으로 적혀 있고, 현존하는 다른 기념사진에도 '메이지 42년 2월 12일, 동년 6월 27일 찍음'이라고 적혀 있다. 이 사진을 찍고 뒷면에 이러한 기록을 남긴 사진관은 당시 히로시마 시내에 실제로 존재했음이 확인되고 있다. 부모가 자식의 생일을 두 번이나 잘못 적을 가능성이 낮다는 점에서 1909년 2월 12일이 세이초의 실제 생일인 것으로 추정된다. 12월 21일이라는 날짜는 그의 출생신고가 수리된 호적상의 생일일 가능성이 높은데, 히로시마에서 고쿠라로 이주한 그의 부모가 미처 출생신고를 하지 않고 있다가 다른 사람의 권유로 신고를 했는데 그때 신고가 늦었다고 관리에게 질책당할까봐 일부러 생일을 앞당겨 기입했을 것,이라는 등의 사정을 추측해볼 수 있다.
세이초는 실제로는 1909년 2월 12일에 히로시마시에서 태어났으며 두 번째 사진을 찍은 그 해 6월 27일까지는 히로시마에 거주했고, 출생신고를 했다고 여겨지는 그 해 12월 21일 경까지의 사이에 일가는 히로시마를 나와 고쿠라에 12월 21일경 출생 신고를 제출, 그 뒤 조부모가 있는 시모노세키 시에 이주했다, 라고 생각할 수 있다. 세이초는 '반생의 기록'에서 "히로시마에서 미네타로와 다니(세이초의 부모)가 규슈의 고쿠라로 옮긴 사정은 잘 모른다.(중략) 그래서, 탄광 경기로 번창하던 기타규슈의 소문을 듣고 슬며시 간몬 해협을 건넌 것은 아닐까 상상한다. 메이지 42년 12월 21일에 내가 태어나고 있다"고 쓰고 있다. 세이초의 위로 두 명의 누나가 있었으나 이들은 모두 어릴 때에 사망했다.

### 유년기
1910년, 조부모가 있는 시모노세키 시 단노우라(壇ノ浦)로 이사하였다. 집의 절반이 돌벽 위에 걸쳐져 있고 뒤쪽으로는 바다가 소용돌이치는 곳이었다. 거기서 지나는 행객들을 상대로 떡장사를 시작하였다. 하지만 3년 뒤 선로 건설 과정에서 다이너마이트로 히노야마(火の山) 산기슭을 붕괴시키는 도중에 집이 무너지는 바람에, 세이초의 가족들은 다시 다나카초(田中町)로 옮겨야 했다. 아버지는 하층의 직업을 전전했지만 학문에 대해서는 동경을 가져 때때로 세이초를 뉘어놓고 책을 읽어주었다고 한다. 유일한 아들로 귀염을 받던 세이초는 11세까지 시모노세키에서 자랐다.

#### 고뇌의 전반생
1916년, 청아 진조 소학교(菁莪尋常小学校)에 입학했지만, 1920년에 가족이 고쿠라 시로 옮기면서 텐진시마 진조소학교(天神島尋常小学校)로 전학하였다. 고쿠라에 정착한 것은 세이초가 당시 소학교 5년생(10세에서 11세) 때로 추정된다. 세이초의 부모는 그곳에서 후루센바 정(古船場町)의 목욕탕지기로 살다가 후에 작은 판잣집을 빌려 그곳에서 살게 되었다.(세이초의 술회에 따르면 앞에는 흰 잿물이 흐르는 작은 개천이 있고 인근 제지회사에서 나오는 폐수의 악취가 감도는 곳이었다고 한다.) 1922년, 판궤 진조 고등소학교(板櫃尋常高等小学校)에 입학. 부모는 다이하치구루마(大八車)를 몰며 노점으로 생계를 꾸려나가다가 이듬해 음식점을 열었다. 집안 환경으로 더 이상 학업을 유지할 수 없었던 세이초는 1924년, 학교를 졸업한 뒤 가와기타(川北) 전기주식회사(지금의 일본 파나소닉 에코시스템즈 주식회사의 전신) 고쿠라 출장소의 급사로 취직한다. 얼마 뒤 집안 형편이 차츰 안정되면서 할머니 댁에서 잠시 살았는데, 이 무렵부터 순요도(春陽堂) 문고나 신초샤에서 발간한 문예지를 읽게 되었고, 특히 아쿠타가와 류노스케를 좋아했다고 한다.
그러나 1927년 출장소가 폐쇄되면서 직장을 잃고, 고쿠라 시의 다카자키(高崎) 인쇄소에 석판 인쇄 견습공으로 채용되고 나아가 다른 인쇄소에도 견습으로서 들어가지만, 1929년 동료 중 한 사람이 프롤레타리아 문예지를 구독하던 중 좌익계 용의자로 몰리면서 함께 형무소에 갇혀 호된 옥살이를 치렀고, 세이초의 아버지는 그의 장서들을 모두 불사르고 독서를 금지시키고 말았다. 1931년에 인쇄소가 무너지면서 다카자키 인쇄소로 돌아갔다가, 시마이(嶋井) 오프셋 인쇄소에서 다시 견습생활을 거쳐 미타비다카자키(みたび高崎) 인쇄소로 돌아와, 아내 우치다 나오(内田ナヲ)를 만나 결혼하였다. 이 무렵 인쇄소 주인이 사망하자 장래에 불안을 느낀 그는 1937년부터 자영을 시작하였는데, 아사히 신문 서부 지사의 광고부 의장계 임시 촉탁으로 일하기도 했다. 1943년에 정식으로 아사히 신문사의 사원이 되지만, 평소 교련에 잘 참여하지 않았다는 이유로 징집되어 쿠루메 제56사단 보병 제148연대에 입대, 이듬해 6월에 전속되어 위생병으로 근무하였다. 당시 그의 부대는 조선의 용산에 주둔하다가 1945년에 전라북도 정읍으로 옮겼고 그곳에서 상등병 진급과 동시에 일본의 패망을 맞았다.
귀국한 후 아사히 신문사로 복귀하였다. 당시 그의 집은 고쿠라 시내의 구로하라 영단(營團) 내의 원래 무기창고로 쓰이던 곳의 공무원 주택이었고, 부지는 20평 남짓이었으며 이곳에서 그의 일가 여덟 명이 함께 살았다. 스나쓰(砂津)에 있던 아사히 신문 서부 본사까지 도보로 통근하면서 도안가로도 활약하며 관광 포스터 콩쿨에 응모하기도 했다.

### 1950년대
생계를 위해서 근무 중에 쓴 〈사이고사쓰〉(西郷札)가 주간 아사히의 백만인의 소설(百万人の小説)에 응모된 총 992편의 작품 가운데 3등으로 입선하면서 처음으로 문단에 등단했으며, 이 작품은 제25회 나오키상 후보가 되기도 했다. 이 해 초에 상경하였는데, 전국 관광 포스터 공모에서도 《아마쿠사에》(天草へ)가 추천상을 받는다.

#### 나오키상에서 아쿠타가와상으로
1952년 기기 다카타로(木々高太郎)의 권유로 《미타문학》(三田文学)에 《기억》(記憶), 《어느 '고쿠라 일기' 전》(或る小倉日記伝)을 발표한다. 이 《어느 '고쿠라 일기' 전》은 당초 나오키상 후보가 되었지만, 낙선한다. 그러나 당시 나오키상 심사위원이었던 나가이 다쓰오에 의해 "이 소설은 나오키상이 아니라 아쿠타가와상에 더 적합한 작품"이라는 평을 들음으로서, 후에 아쿠다가와상 선고위원회에 넘겨지고 전형 위원의 한 사람이었던 사카구치 안고로부터 격상을 받아 마침내 제28회 아쿠다가와상을 수상하기에 이른다. 또한 《어느 '고쿠라 일기' 전》은 통상 서적에 수록된 것과 비교할 때 여기저기 차이가 보이는데, 이것은 원고를 《미타 문학》에 일단 보내고 나서 세이초 자신이 수정에 나섰지만 시간이 맞지 않아 결국 처음 보낸 원고대로 아쿠다가와상 수상까지 이르게 되었기 때문이다. 굳이 원고 수정에 나선 이유를 세이초 자신은 《미타문학》에 게재된 다른 작품들의 문장이 나보다 확실히 훨씬 더 나았고, 소설이란 이런 것인가, 라는 배움을 얻는 한편으로, 조금이라도 나은 것으로 하고 싶다고 생각했기 때문이라고 밝히고 있다.
1953년 12월 1일자로 아사히 신문 도쿄 본사로 전근하게 되면서 도쿄로 상경한다. 당초 단신부임으로 올라온 세이초는 우선 스기나미구 오기쿠보(荻窪)의 다나카 가의 집(다나카 가사부로는 세이초의 아버지인 미네타로의 남동생으로 즉 세이초의 삼촌. 가사부로는 벌써 사망하고 있었지만, 그 가족이 살고 있는 것)에 기숙했다. 다음 해 1954년 7월에 온 가족이 상경하는데, 처음에는 네리마구의 세키초(練馬区関町)의 셋집에 살다가 3년 뒤인 1957년에 샤쿠지이(石神井)로 이사한다. 아사히 신문사에 근무하던 시대에는 역사서를 많이 읽었는데, 광고부 교열계의 선배로부터 민속학의 잡지를 빌려 읽는가 하면, 히구치 키요지(樋口清之)의 고고학 입문서를 애독하였다고 한다. 서부 본사에 근무하면서 거듭 의장계 주임이 되었지만 1956년 5월 31일자로 아사히 신문사를 퇴사한다. 이때 세이초의 나이는 47세였는데, 그가 퇴사를 결심하게 된 직접적인 계기는 선배 소설가이자 같은 아사히 신문사의 동료이기도 했던 이노우에 야스시의 조언이었다. 9월에는 일본문예가협회(日本文芸家協会) 회원이 되었다.

#### 본격적인 작가활동
1955년부터 《잠복》(張込み)을 시작으로 추리소설을 쓰기 시작했다. 단편집 《얼굴》(顔)은 1957년 제10회 일본탐정작가클럽상(日本探偵作家クラブ賞)을 수상한다. 이 해부터 잡지 《여행》(旅)에 《점과 선》(点と線)을 연재하기 시작했는데, 이 《점과 선》은 이듬해에 간행되어 그의 또다른 장편추리소설 《눈의 벽》(眼の壁)과 함께 '사회파 추리소설'이라고 불리며 베스트셀러가 되었다. 심지어 '세이초 이전, 세이초 이후'라는 말이 나올 정도로 일본에서는 그야말로 '세이초 붐'이 일어났다. 그 후에도 왕성한 필력을 발휘하여 《아지랑이 그림》(かげろう絵図), 《검은 화집》(黒い画集), 《비뚤어진 복사》(歪んだ複写)등을 출판하였다. 그의 왕성한 다작(多作) 활동은 같은 시대의 작가들에게서도 찾아보기 힘든 놀라운 것이었는데, 때문에 여러 가지 억측을 불러오기도 했다. 대표적인 것이 작가 히라바야시 다이코(平林たい子)가 한국의 잡지 《사상계》 1962년 8월호에 "아침부터 밤까지 쓰고 있습니다만 몇 명의 비서를 시켜 자료를 모아들이게 하고 그 자료를 쓸 뿐이니까요. 마쓰모토로 말하자면 인간이 아니라 '타이프라이터'라고 할 수 있지요." 라고 발언한 이른바 '세이초 공방(工房)설'것이 그것인데, 이에 대해서 세이초는 "사무처리를 하는 어시스던트가 한 명 있을 뿐 사실과 어긋나는 것이다"라고 일본독자신문(日本読者新聞)에서 반론하였다(그러나 후에 손에 경련이 오는 바람에 이후로는 구술 필기를 시킨 후, 거기에 가필을 하는 식으로 작업을 계속하였다).

#### 소설 제국은행 사건의 발표
1959년, 제국은행 사건을 소재로 한 《소설 제국은행 사건》(小説帝銀事件)을 발표한다. 제국은행 사건은 그때 이미 최고재판소에서 피고 마쓰가와(松川)에게 사형선고를 내린 상태로 재판은 끝나 있었다. 그것을 근거로 재차 사건을 '추리'하는 것은, 재판에 대한 비판을 의미했다. 다만 당시는 재판 비판이 높아졌던 시기로 세이초만이 특수한 사례라고 할 수는 없다. 마쓰카와 사건에 대해서는 작가 히로쓰 가즈로(広津和郎)가 재판 비판을 썼고, 우노 고지(宇野浩二)는 《세상에서 불가사의한 이야기》(《문예춘추》1953년 10월호 게재)을 집필, 세이초도 히로쓰를 지원하는 등의 활동을 계속했다.
시모야(下山) 사건에 관해서도 세이초는 히로쓰나 난바라 시게루 전 동경 제국대학 총장과 함께 《시모야사건 연구회》를 결성, "추리는 추리일 뿐 진실의 추궁이 따로 없어서는 안 된다"며 진상 구명을 계속 호소했다. 그가 쓴 《소설 제국은행 사건》은 1959년 제16회 문예춘추 독자상을 수상한다.

### 1960년대

#### 「일본의 검은 안개」와 순문학 논쟁
1960년 1월, 세이초는 《문예춘추》에 논픽션 《일본의 검은 안개》(日本の黒い霧)의 연재를 시작한다. 이 《일본의 검은 안개》는 제2차 세계대전 종결 이후, 1945년부터 1952년까지 미군에 의한 군정이 이루어지던 7년 동안 일본에서 일어났던 열 가지의 중요한 사건과 그 배경에 대해 논한 것으로, 연재 당시부터 큰 반향을 불러 일으켜 '검은 안개'라는 말이 정계 및 재계의 부정부패 같은 정치적 흑막을 가리키는 일반적인 용어로 자리잡을 정도였다. 또한 연재 중 여러 논의를 일으켜 오카 쇼헤이와 논쟁을 벌이기도 했다(후술).
이후 세이초는 실제 역사를 소재로 하기에 즈음해 소설의 형식을 취한 것(《소설 도쿄 제국대학》 등), 평론으로서 쓴 것(《기타 잇키 논北一輝論》 등), 소설이지만 작중에 논문을 짜넣고 있는 것, 등등, 여러 가지 스타일의 시험적인 기술들을 시도해 간다. 세이초에 의하면, "처음 이것(일본의 검은 안개)을 발표할 때, 나는 나 자신이 소설가라는 입장을 떠올리며 '소설'로서 쓸 생각이 들었다"고 한다. 1961년에는 전년도 고액 납세자 순위로 작가 부문에서는 1위에 들 정도로 이미 일본에서는 1류 소설가로 자리잡고 있었다. 이후 13회 1위. 스기나미구 다카이도로 이사하였으며 나오키상 전형 위원을 맡았다. 이후로도 계속해 《나쁜 녀석들》(わるいやつら), 《모래그릇》(砂の器), 《짐승의 길》(けものみち), 《덴포 도록》(天保図録)을 발표한다.

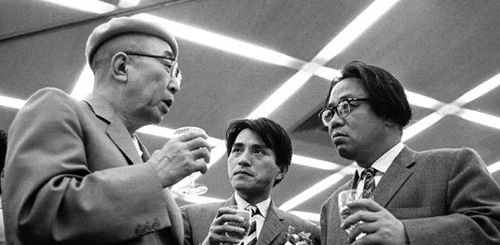
미나카미 쓰토무(水上勉)의 나오키 상(直木賞) 수상을 축하하는 회장에서 촬영된 사진. 왼쪽부터 에도가와 란포, 미나카미 쓰토무, 마쓰모토 세이초이다.

그러던 1961년 9월, 아사히 신문에, 히라노 겐이 잡지 《군상》에서 "마쓰모토 세이초, 미나카미 쓰토무(水上勉) 등의 우수한 사회파 추리소설들이 대두하면서 순문학이라는 개념은 역사적인 것에 지나지 않게 되었다"고 말한 것에서 이토 세이, 다카미 준(高見順) 등과 순문학 논쟁이 일어났다. 후쿠다 쓰네아리(福田恒存)에 의하면, 이 논쟁은 이미 동년 1월에 오카 쇼헤이(大岡昇平)가 이노우에 야스시의 《푸른 이리》(蒼き狼)를 비판했을 때부터 시작되었던 것으로, 오오카는 그 다음에 마쓰모토 세이초나 미나카미 쓰토무 등의 소설을 비평가들이 너무 띄워주었다며 비판하고 있었다. 이후 세이초는 1963년, 에도가와 란포의 후임으로 일본 추리작가 협회 이사장을 맡고, 1971년부터 1974년까지 회장직에 있었다. 1963년 11월부터 1964년 1월에 걸쳐 자신의 고대사 지식을 현저하게 반영한 《육행수행》(陸行水行)을 발표한다. 이후 굳이 소설이라는 장르에 국한되는 일 없이 그는 자신의 견해를 보다 깊게 세상에 외치는 저작들을 발표해 간다. 세이초는 "이 소설(육행수행)은 논문으로서 쓰여진 것도 나의 야마타이국(邪馬台国)론을 소설화한 것도 아니다.(중략) 책에 결정되면 상당한 반향이 있었다. 거기서 이런 것이 나의 야마타이국론으로 여겨져서는 곤란하다고 생각했고 그 뒤로 2년 동안 《중앙공론》에 『고대사의』를 집필했다"고 발언하고 있다.

#### 쇼와사 발굴
1964년부터 1971년까지, 마쓰모토 세이초는 《쇼와사 발굴》(昭和史発掘)의 연재를 주간 《문예춘추》에 개시하였다. 일본 현대사의 유일한 '군사 쿠데타'라고 할 수 있는 2·26 사건을 시작으로 쇼와 초기의 은폐되고 잊혀졌던 여러 사건들과 그 정치적 내막을 관계자 취재나 사료에 근거해 그렸다. 세이초는 보다 완벽을 기하기 위해 당시의 산 증인을 찾아내 새로운 증언들을 확보하기도 하고, 누구도 본 적이 없는 자료들을 집요하게 찾아냈다. 이때 그의 전담 편집자는 후지이 야스에였다(《쇼와사 발굴》연재 도중 우익 거물로부터의 항의도 있었는데, 불려나간 자리에서 세이초가 근거를 제시하며 조목조목 설명하자 그를 풀어주었다는 일화도 있다). 《쇼와사 발굴》 단행본 발행 부수는 300만부를 돌파했고 세이초 자신도 놀랄 정도의 매출을 거두었으며, 특히 2·26 사건에 관해서는 후에 세이초가 문예춘추의 출판 국장에게 "자료집은 비록 잘 팔리는 것은 아니지만, 중요한 것은 세상에 환원해야 한다"며 자료집도 출판하게 되었다고 한다.
이러한 세이초 붐은 일본에서 안이한 형태로 번져 1960년대 중반에는, 트릭도 의외성도 없는 사회 비판 소설이나 풍속 소설이 '본격 추리'라는 이름이 붙어 남발되는 지경까지 이르렀다. 이러한 추리소설의 형해화에 대해 세이초는 그가 책임 감수를 맡은 총서 《신(新) 본격 추리소설 전집》(요미우리 신문사 · 1966 - 67년)에서, '네오 · 본격'이라는 표어를 내걸고 다음과 같이 발언하고 있다
이 시기에 추리소설은 그 본래가 지녀야 할 성격을 잃어버리고 있다. 그 이유의 하나는 소재주의에 지나치게 의지했기 때문이고, 하나는 저널리즘이 많은 작품을 요구하면서 부적격인 작품이 추리소설의 이름을 내걸고 횡행하게 된 것이며, 또 하나는 그 결과, 추리 작가 자체의 쇠약을 초래하게 된 것이다. 이것은 반성해야 할 것이다.

지금의 추리소설은 본연의 성격으로 돌아가지 않으면 안 된다. 사회파, 풍속파는 그 마땅한 장소에 독립해야 한다. 본격은 본격으로 돌아가자, 는 것이다.

1967년, 세이초는 《쇼와사 발굴》과 함께 《화빙》(花氷), 《도망》(逃亡)의 작품으로 제1회 요시카와 에이지 문학상(吉川英治文学賞)을 수상하고, 《사막의 모래》(砂漠の塩)로 제5회 부인공론독자상(婦人公論読者賞)을 수상했으며, 그 해부터 1975년까지 에도가와 란포 상 선고위원으로 있기도 했다. 1968년에는 야마타이국에 대해 탐구한 저서 『고대사의』(古代史疑)를 간행하였으며, 이후 고분 시대를 논한 『유고의고』(遊古疑考), 일본 신화를 다룬 『고대탐구』(古代探求) 등 일본 고대사에 관한 평론이나 수필도 다수 집필하고 있다. 한편으로 이러한 그의 고대사에 대한 조예는 소설작품으로도 탄생하였는데, 《D의 복합》 (Dの複合), 《거인의 물가》(巨人の磯), 《불의 길》(火の路) 등의 작품으로 결실을 맺기도 했다.
한편 베트남전이 발발했을 때는 워싱턴 포스트지에 게재하는 베트남 반전 광고 모집 대변인의 한 명으로 나섰으며 이 광고는 1967년 4월 3일에 게재되었다. 또한 《베트남에 평화를ㅡ시민연합》의 중심 인물의 한 사람으로 있던 쓰루미 슌스케(鶴見俊輔)가 세이초에게 자금의 부족을 호소하자 세이초는 '쓰루미가 놀랄 정도의 액수'를 기부했다고 한다. 1968년, 베트남 민주공화국의 대외문화연락위원회의 초대로 2월에 북베트남 각지 및 캄보디아나 라오스 등의 시찰 여행을 떠났다. 4월 4일에는 팜반동 수상과의 단독회견에 성공한다. 또 귀국 후인 4월에는 일본을 방문한 에드거 스노와 대담하기도 했다. 1969년에는 그가 《모래그릇》, 《D의 복합》 등의 작품을 연재하고 있던 카파 노벨스판의 발행 부수가 천만부를 돌파했다.

### 1970년대
1970년 《쇼와사 발굴》 등의 창작활동으로 제18회 기쿠치 간상(菊池寛賞)을 수상한다. "작가로서의 시작이 늦은 만큼 남겨진 시간 전부를 작가 활동에 쏟아붓고 싶다"고 했던 그는 광범위한 테마를 주제로 양질의 작품을 많이 남겼다. 그 해에 세이초는 《일본의 검은 안개》, 《심층 해류》(深層海流), 《현대 관료론》(現代官僚論)으로 일본 저널리스트회의상을 수상했다. 1971년에는 《부재중인 집의 사건》(留守宅の事件)으로 제3회 소설 현대 골든 독자상(쇼와 46년 상반기)을 수상하였다.
1970년대 이후에는, 전기 소설의 대작으로 꼽히는 《서해도담기》(西海道談綺)나, 나라 시대에서 소재를 취한 역사 소설 《현인》(眩人)을 집필하였다. 또한 1970년 전후 일본의 '야마타이국' 붐을 배경으로 고대사를 둘러싼 대담 및 좌담회 등이 세이초가 참석한 가운데 자주 행해졌는데, 이때 세이초는 이노우에 미쓰사다(井上光貞) 당시 도쿄대학 문학부교수나 니시지마 사다오(西嶋定生) 당시 도쿄대학 문학부교수, 故 우에다 마사아키 당시 교토 대학 교양부 교수(직무는 모두 당시) 등 당시 일본학계의 제1인자들과도 교류했다. 세이초의 이러한 활동은 당시 고대사 붐을 선도하는 한 축이었다. 그 관심은 일본에 머물지 않고, 아시아나 중동 · 유럽 등 넓은 범위에 걸쳐 있었으며, 후에 베트남 고대 문화 시찰단(단원은 기마민족설로 알려진 에가미 나미오 도쿄대학 명예 교수 등)의 단장을 맡았다. 『고대사의』 이후, 고대사에 관한 발언은 만년까지 계속되었는데, 야마타이국의 위치 비정에 관련한 논쟁에서는 규슈설을 지지하는 입장을 취하고 있었다. 1974년에 다카기 아키미쓰가 추리소설 《야마타이국의 비밀》(邪馬台国の秘密)을 발표했을 때는 고대사에 관한 기술을 놓고 세이초와 논쟁을 벌이기도 했다.
사회파 작가로서 정치나 사회 문제에도 관심을 가져, 일본 공산당의 지지자였던 그는 1974년 12월에 창가학회의 이케다 다이사쿠 회장과 일본 공산당 위원장 미야모토 겐지의 회담을 자신의 집에서 열도록 하여, '10년간 서로의 존재를 인정하고 서로 간섭하지 않는다'는 약속을 골자로 한 창공협정(創共協定, 공창협정이라고도 함)을 중개하기도 했다.(협정의 공표는 약 7개월 후인 이듬해 1975년 7월에 이루어졌지만 공표와 거의 동시에 사문화되었다.) 이 협정에 앞서 마쓰모토 세이초와 이케다 다이사쿠의 첫 대면은 앞서 《문예춘추》1968년 2월호에서의 대담에서 이루어졌는데, 이후로 두 사람은 친교가 죽 이어지고 있었다. 당시 《문예춘추》의 세이초 전담 편집자였던 후지이 야스에에 따르면 다이사쿠는 원래 세이초의 열렬한 팬이었으며 마침 미야모토 겐지의 자택도 세이초의 집과 멀지 않은 곳에 있어 서로간에 부담없이 이야기할 수 있는 관계였고, 창공협정이라는 것도 우연한 중복에 의한 것이라고 한다.
1976년부터 실시한 마이니치 신문사의 전국 독서 여론 조사에서 '좋아하는 작가' 1위로 꼽힌 뒤 그가 죽을 때까지 8회나 1위 자리를 차지했다. 1976년 1월 1일부터 1978년 7월 6일까지, 야마타이국 시대부터 나라 시대에 이르는 일본 고대사의 통사 《세이초 통사》(清張通史)를 도쿄 신문에 연재했다. 1977년에 있었던 《야마타이국 심포지엄》(하카타 젠닛쿠 호텔)에서는 구성 및 사회자를 맡았으며, 에나미 교수나 이노우에 교수가 강사로서 참가한 이 강의는 전국에서 600명 이상의 청강자가 모였다.(덧붙여 니시지마 교수는, 야마타이국 위치비정 논쟁에서는 세이초와 함께 규슈설 논자로서 알려져 있었다.)
미국의 세계적인 추리작가 엘러리 퀸을 1977년에 고분사(光文社) 등과 공동으로 초대해, 퀸(프레데릭 데니)과 대담한다. 퀸과의 대담중, 추리소설의 기본적인 생각에 대해서는 서로 동의하면서도 의견이 대립되는 국면도 있었다. 퀸은 추리소설의 세계 베스트 텐으로 영국의 추리 작가 토머스 버크의 《옷타모르 씨의 손》을 들었지만 세이초는 그것에 대해 "의외성만 노렸을 뿐 동기가 전무하며 보편성이 없다"고 혹평해 논쟁이 일었다.
덧붙여 미국판 앨러리 퀸즈 미스터리 매거진에 일본인 추리작가로서는 최초로 그의 《지방지를 구독하는 여자》(地方紙を買う女)가 실렸다. 퀸과 세이초의 인연은 그 후로도 계속되었는데, 1967년에 일어난 짐 톰프슨 실종 사건에 관심을 가지고 있던 퀸은 그 당시 이미 《뜨거운 비단》(熱い絹)을 집필 중이던 세이초와 관심을 공유하게 되었다. 그러나 훗날 세이초는 프랑스 세계 추리 작가 회의에서 "당신의 작풍이 퀸을 닮아 있다고 생각한다"는 질문을 받았을 때 그것을 명확하게 부정했다고 한다.
이후 세이초는 영화 및 텔레비전 방송의 기획 제작을 목표로 영화 감독 노무라 간타로(野村芳太郎) 등과 1978년 11월 《안개 프로덕션》을 설립, 대표이사로 취임했다.(이 프로덕션은 1984년까지 계속되었다.) 프로덕션 설립에 세이초가 열의를 보인 것은 그의 작품 《검은 천의 그림》(黒地の絵)의 영화화를 강하게 바라고 있었기 때문이라고 되고 있어 발족 전의 가칭은 《검은 천의 그림 프로덕션》이라고도 보도되기도 했다. 1978년에는 2번에 걸쳐 이란을 방문하고, NHK의 취재에 동행해, 이듬해 《페르세폴리스에서 아스카로》(ペルセポリスから飛鳥へ, 일본 방송출판 협회)를 간행했다. 취재 도중 대지진과 파후라비 조(朝)의 국왕 퇴진을 요구하는 반정부 폭동과 마주하기도 했다. 그 해 제29회 NHK 방송문화상을 수상한다.

### 1980년대
1981년에 도쿄국립박물관에서 주최한 '쇼소인전' 전시회에 즈음하여, 도쿄와 교토에서 열린 심포지엄에 참가한다. 이 1981년경에는 나라 시대의 승려인 감진(鑑眞)을 테마로 한 역사 소설을 《군상》에 연재하려는 구상도 가지고 있었다. 1982년 3월 30일, '노조 억누르기'로도 평가된 일본의 국철 문제에 대해 《국철의 자주 재건을 바라는 7인위원회》가 발족했을 때 회원으로서 참가했다. 멤버는 나카노 요시오(中野好夫)·쓰루 시게토(都留重人)·오코우치 가즈오(大河内一男)·기노시타 준지(木下順二)·누마타 이나지로(沼田稲次郎, 전 도립대학장)·야지마 세이코(矢島せい子, '국민의 다리를 지키는 모임' 중앙회의) 등이 있었다. 발족에 임해서는 사립학교 회관(아루카데아 이치가야)에서 협의했는데, 세이초는 이 모임에서 "경직되고 수렁에 빠져들어 가는 노사의 현상을 보고만 있을 수는 없었다. 소리없는 소리를 대표해, 쌍방이 진지한 마음으로 문제해결에 임해주기 바란다."고 말하고 있다.
1983년에는 열아홉 개의 작품과 24회의 신작 드라마가 방송되는 등, '시청률 보증수표'로까지 여겨진 세이초 작품의 드라마화는 과열 기색을 띠고 있었는데, 원작의 테마로부터 벗어난 본의 아닌 영상화를 막기 위한 목적으로서도 안개 프로덕션은 해산, 1985년에 「안개 기획 사무소」가 설립되어 세이초가 그 감사역을 맡게 된다(이는 2000년에 해산).
또한 아사히 방송의 취재에 동행해 인도를 방문, 델리와 마드라스, 콜카타 등을 답사하고, 귀국 후에는 《밀교의 원류를 보다ㅡ구카이·중국·인도》(密教の水源をみる 空海・中国・インド, 고단샤)을 새로 간행했다. 더불어 같은 해에 중국을 방문했는데, 북경에서 저우양(周揚) 중국문학예술계연합회 주석과 펑무(馮牧) 중국작가협회 부주석과 회담했다. 이 자리에서 세이초는 "문학은 재미있는 것이 제일이며 설교조로 서술해봤자 독자들은 거부할 뿐"이라 주장했지만 중국측은 "문학작품으로서의 수준이 선결과제"라고 주장했다고 한다. 1984년에는 《뉴 다큐멘터리 드라마 "쇼와"ㅡ마쓰모토 세이초 사건에 관한》(TV 아사히 아사히 방송)의 감수를 맡아 자신이 매주 해설자로서 출연하기도 했다. 1985년에는 스코틀랜드나 프랑스의 카르나크 열석을 《세이초 고대사를 가다》의 속편 취재를 위해 조사, 유럽 거석 문화의 수수께끼를 탐구하는 한편, 1986년 이후로 발굴 조사가 계속되고 있는 요시노가리 유적에 관해서도 심포지엄이나 강연회에 참가했다. 1986년에 《점과 선》의 영문판이 발매되었는데, 미국의 뉴욕타임즈는 "전통적인 것임에도 숨을 놓지 못하는 탐정 소설"로서 소개되었다.
1987년, 프랑스 동부 그르노블에서의 제9회 《세계 추리 작가 회의》에 일본의 추리 작가로서는 최초로 출석하여 강연하게 되었다. 강연에서 세이초는 일본의 추리소설 작가의 작품은, 번역수가 적기 때문에 잘 알려지지 않았지만 해외의 작품에 비해 손색이 없다고 소개했고, 귀국 후에는 일본의 추리소설의 진가를 해외에 알리기 위해 외국어 번역이 더욱 활발히 행해져야 한다고 주장했다. 또한 프랑스의 추리 작가 겸 평론가 프랑수아 리비에르와의 대담에서 추리소설에는 골격으로서 아이디어나 트릭의 독자성이 필요하지만, 한편으로 단조로움을 회피하기 위해 부주제를 수반해야 하며, 기성 사실에 대한 의문 추궁이나 기성 관념에 대한 도전이 테마로서 안성맞춤이다, 는 《네오·본격 추리소설》을 제창한다.

### 만년
전국혁신간(全國革新懇, 평화, 민주, 혁신의 일본을 지향하는 전국모임의 통칭)대표 간사도 맡았다. 고생해서 자수성가한 사람에게서 흔히 보이듯이, 가끔 오만 불손한 태도로 다른 사람을 대하는 때도 있었다. 자신의 작품이 텔레비전 드라마로 만들어졌을 때, 직접 배우로서 출연하기도 했다. 〈야마타이 국 논쟁〉(邪馬台国論争)에서는 큐슈설을 주창한다.

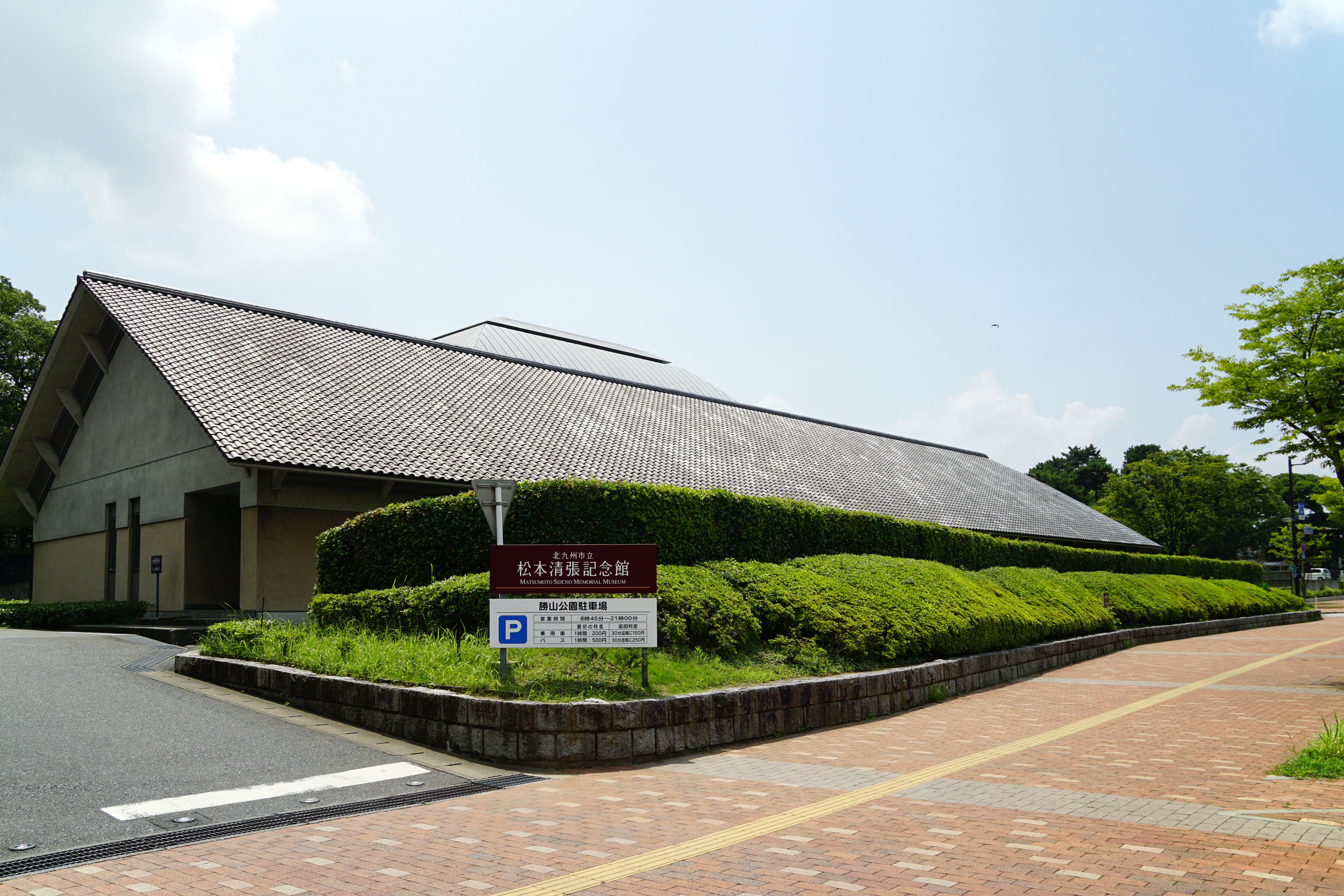
마쓰모토 세이초 기념관(고쿠라키타구)

1990년, 《사회파 추리소설의 창시, 현대사 발굴 등 다년에 걸치는 폭넓은 작가 활동》으로 1989년도 아사히상 수상자로 선정된다. 이 무렵 세이초의 시대·역사 소설 집필은 감소하는 경향을 보였으나 최만년에는 다시 시대소설 《에도재담 코슈영악당》(江戸綺談 甲州霊嶽党)의 집필에 임하고 있었다. 교토 대학의 우에다 마사아키 교수에 따르면 세이초는 오다 노부나가의 히에이 산 방화 사건을 엔랴쿠지의 시점에서 그린 작품을 구상하며 1992년 봄부터 취재를 개시하고 있었다고 한다. 그밖에도 그레노블 원자력발전소에 관한 추리 장편을 구상하고 있었고, 1992년초에 중앙공론사의 회장과 사장을 불러 집필을 약속, 초여름에 유럽을 취재할 예정이었다.(그르노블에 더해 파리와 리옹, 몬테카를로, 빈, 브뤼셀 등을 무대로 한다는 구상이었다)
그러나 1992년 4월 20일 뇌출혈로 토쿄 여자의과대학병원에 입원. 수술은 성공했지만, 7월에 병상이 악화되었고 간암이 발견되었다. 8월 4일에 82세의 나이로 사망하였다. 1989년 6월 10일 밤 그러니까 유럽 취재여행의 전날에 작성된 그의 유서에는 "난 노력만은 해왔다" 등의 말들이 기록되어 있었다. 그의 죽음으로 《신들의 난심》(神々の乱心), 《에도재담 고슈영악당》등은 미완으로 끝났다. 법명은 청한원석문장(清閑院釋文張).
1994년 그의 업적을 기념해 마쓰모토 세이초상이 제정되었다. 1998년 마쓰모토 세이초 기념관(松本清張記念館)이 개관되어, 그의 서재나 서고를 재현하였다.

## 작품

### 소설

#### 추리, 사회소설
세이초가 추리소설과 가까워지게 된 것은, 가와기타 전기 고쿠라 출장소의 급사로 일하던 17, 18세의 무렵이었다. 잡지 《신청년》(新靑年, 1920년 창간)에 게재된 번역 소설을 읽으며 탐정 소설의 재미를 알게 되었다, 고 세이초 자신은 회상하고 있으며, 고사카이 후보쿠(小酒井不木) 등에 의한 번역을 탐독하는 한편으로 에도가와 란포의 초기 작품에 심취했다. 그 밖에 마키 이쓰마(牧逸馬)가 다룬 논픽션 《세계 괴기 실화》를 동경해 범죄 다큐멘터리에 흥미를 가지게 된 것은, 그 영향이라고 말하고 있다.(작가가 된 뒤에도 이쓰마의 자택을 방문해 장서를 일람하며 원자료에 대해 질문하고 있다.) 《닛코 주구지 사건》(日光中宮祠事件), 《암스테르담 운하 살인 사건》(アムステルダム運河殺人事件) 같은 작품을 쓰게 된 것은 이쓰마의 영향이라고 스스로 밝히기도 했다. 전후의 작품으로서는 가야마 시게루(香山滋)의 《괴이마령교》(怪異馬靈敎)의 강렬한 개성에 관심을 갖게 되었다고 한다.
1961년에 출판된 《수필·검은 수첩》(黒い手帖)에서는 트릭의 존중이나 본격 추리의 재미는 긍정하면서도, 한정된 수의 마니아만을 염두에 두고 설정이나 묘사의 기발함만을 놓고 서로 경쟁하는 상황이 추리소설의 한계를 가져오고 있다며, 많은 사람들의 현실에 맞는 스릴·서스펜스를 도입해야 한다고 호소했다.
사건 자체보다 사건의 '동기'의 묘사에 집중하면서 세이초의 소설에서는 심리 묘사가 깊어졌다. 추리소설을 통해 '인간'을 그리는 것에 대해서는 세이초 이전부터 논의가 계속되어 온 고전적인 문제이다. 유명한 것은 세이초가 작가로서 출세할 때 큰 역할을 했던 기기 다카타로와 고가 사부로(甲賀三郎)에 의한 쇼와 11년-12년의 《고가·기키 논전》이다. 또한 기키를 중심으로 한 신인 추리작가 그룹에 의한 《탐정작가 발타좌담회》(抜打座談会, 「신청년》1950년 4월호 게재)도 행해졌지만, 에도가와 란포에 의하면 《탐정소설 본격주의 타도의 순문학론을 고창한 것》이었다고 한다. 또한 추리소설에는 사회성이 더해져야 한다는 것 등을 주장하고 있다.
| | |
| - 《점과 선》(点と線, 1958년, 고분샤光文社) - 《눈동자의 벽(너를 노린다)》(眼の壁, 1958년, 고분샤) - 《푸른 묘점》(蒼い描点, 1959년, 고분샤) - 《노란 풍토》(黄色い風土, 1959년, 고단샤講談社) - 《제로의 초점》(ゼロの焦点, 1959년, 고분샤) - 《검은 숲》(黒い樹海, 1960년, 고단샤) - 《검은 화집》(黒い画集, 1960년, 카파노벨스) - 《파도의 탑》(波の塔, 1960년, 고단샤) - 《그림자 지대》(影の地帯, 1961년, 카파노벨스) - 《안개 깃발》(霧の旗, 1961년, 주오공론샤中央公論社) - 《고등학교 살인사건》(高校殺人事件, 1961년、고분샤) - 《모래그릇》(砂の器, 1961년, 고분샤) - 《비뚤어진 복사》(歪んだ複写, 1961년, 신쇼샤新潮社) - 《나쁜 놈들》(わるいやつら, 1961년, 신쇼샤) - 《공 같은 황야》(球形の荒野, 1962년, 문예춘추) - 《바람의 시선》(風の視線, 1962년, 카파노벨스) - 《생각하는 나뭇잎》(考える葉, 1962년, 카파노벨스) - 《연환》(連環, 1962년, 고단샤) - 《시간의 습속》(時間の習俗, 1962년, 고분샤) - 《신과 야수의 나날》(神と野獣の日, 1963년, 카파노벨스) - 《불의 줄》(火の縄, 1963년, 고단샤) - 《불안한 연주》(1963년, 포켓 문춘ポケット文春） - 《낙차》(落差, 1963년, 문예춘추) - 《현란한 유리》(1964년, 주오코론샤) - 《꽃도 열매도 없는 숲》(花実のない森, 1964년, 고분샤) - 《북의 시인, 임화》(北の詩人, 1964년, 주오코론샤) - 《짐승의 길》(けものみち, 1964년, 신쇼샤) - 《풀의 음각》(草の陰刻, 1965년, 고단샤) - 《새파래진 예복》(蒼ざめた礼服, 1966년, 고분샤) - 《익곡》(溺れ谷, 1966년, 신쇼샤) - 《하나고리》(花氷, 1966년, 고단샤) - 《반생의 기록》(1966년, 가와데쇼보신샤河出書房新社) - 한국에서는 2019년에 김경남의 번역으로 역사비평사에서 「아직 늦지 않았다 마쓰모토 세이초, 반생의 기록」이라는 제목으로 출간되었다. - 《사막의 소금》(砂漠の塩, 1967년, 주오코론샤) - 《이중 잎맥》(二重葉脈, 1967년, 카파노벨스) - 《D의 복합》(Dの複合, 1968년, 카파노벨스) - 《중앙유사》(中央流沙, 1968년, 가와데쇼보신샤) - 《소설 동경제국대학》(東京帝国大学, 1969년, 신쇼샤) - 《분리의 시간》(1969년, 카파노벨스) | - 《인간수역》(人間水域, 1970년, 논빅ノンブック) - 《검은 복음》(개정판, 1970년, 신쇼샤) - 《강한 개미》(強き蟻, 1971년, 문예춘추) - 《상실의 의례》(1972년, 신소샤) - 《바람의 호흡》(風の息, 1974년, 아사히 신문사朝日新聞社) - 《검은 회랑》(黒の回廊, 1976년, 문예춘추) - 《상징의 설계》(象徴の設計, 1976년, 문예춘추) - 《넘겨진 장면》(渡された場面, 1976년, 신쇼샤) - 《소용돌이》(渦, 1977년, 니혼게이자이 신문사日本経済新聞社) - 《굴절회로》(屈折回路, 1977년, 문예춘추) - 《서식분포》(棲息分布, 1977년, 고단샤) - 《공허의 성》(空の城, 1978년, 문예춘추) - 《풍문》(風紋, 1978년, 고단샤) - 《물의 표면》(水の肌, 1978년, 신쇼샤) - 《백과 흑의 혁명》(1979년, 문예춘추) - 《천재 여성 화가》(天才画の女, 1979년, 신쇼샤) - 《검은 가죽수첩》(黒革の手帖, 1980년, 신쇼샤) - 《불의 길》(火の路, 1980년, 문예춘추) - 《10만분의 1의 우연》(十万分の一の偶然, 1981년, 문예춘추) - 《야광 계단》(夜光の階段, 1981년, 신쇼샤) - 《마쓰오 바쇼 살인사건》(殺人行おくのほそ道, 1982년, 고단샤 노벨스) - 《사망 발송》(死の発送, 1982년, 가도카와 노벨스) - 《채색 강물》(彩り河, 1983년, 문예춘추) - 《호수 바닥의 빛》(湖底の光芒, 1983년, 고단샤 노벨스) - 《미주지도》(迷走地図, 1983년, 신쇼샤) - 《그늘진 춤》(翳った旋舞, 1984년, 가도카와 노벨스) - 《그물》(網, 1984년, 고분샤문고) - 《착색된 책》(塗られた本, 1984년, 고단샤 노벨스) - 《뜨거운 비단》(熱い絹, 1985년, 고단샤) - 《안개 속의 회의》(霧の会議, 1987년, 문예춘추) - 《숫자의 풍경》(数の風景, 1987년, 아사히 신문사) - 《붉은 빙하기》(1989년, 신소샤) - 《시를 찾는 여행자들》(詩城の旅びと, 1989년, 일본방송출판협회日本放送出版協会) - 《1925년 일본 항공기 격추 사건》(一九五二年日航機「撃墜」事件, 1992년, 가도카와 서점角川書店) - 《범죄 회송》(犯罪の回送, 1992년, 가도카와 서점) - 《꽃이 숨은 벌판》(隠花平原, 1993년, 신쇼샤) - 《신들의 난심》(1997년, 문예춘추) - 미완 |

##### 트릭 분류표 작성
1962년 초 무렵, 세이초는 서구의 추리소설에 밝은 어시스턴트(세이초의 속기자를 맡은 후쿠오카 다카시의 친척)를 시켜 '트릭 분류표'를 작성하게 했다. 이 분류표는 에도가와 란포의 「유별 트릭 집성」의 형식을 모방한 것으로 여섯 개의 대주제와 각 주제 내에서의 분류에 의해서 구성되어 코난 도일, 애거사 크리스티에서 란포에 이르는 실제 사례가 첨부되고 있다. 대주제는 다음과 같다.
1. 「범인(또는 피해자)의 인간성에 관한 트릭」(1인 2역 등)
2. 「다른 사람이 출입한 흔적에 관한 트릭」(밀실 등)
3. 「범행 시간에 관한 트릭」(탈것, 시계, 소리 등)
4. 「흉기와 독극물에 관한 트릭」
5. 「사람 및 물건의 숨기는 방법에 관한 트릭」(사체의 유기방법 등)
6. 「그 밖의 각종 트릭」(동요살인, 미로 등)

일본 추리작가 협회의 이사장을 맡고 있을 때에도 나카지마 가와타로(中島河太郎)와 야마무라 미사오에게 위촉해 국내 중심의 150가지 사례를 더 보충한 트릭 분류표를 작성하게 하기도 했다.

##### 사회파 추리소설
동시기 미나카미 쓰토무나 아리마 요리치카(有馬頼義) 등의 집필 활동을 포함해, 매스 미디어는 세이초 등에 의한 추리소설의 새로운 경향을 '사회파 추리소설'이라 불렀고, 주간지 등 당시의 매스 미디어의 발달로 널리 쓰였다. 그러나 '사회파 추리소설' 용어 자체가 언제 처음 나온 것인지는 분명하지 않다. 쓰쓰이 야스타카와의 대담에서 세이초는 “(사회파 추리소설이란 호칭은) 편집자가 붙인 것”이라고 발언하고 있다. 《수필·검은 수첩》에서 이미 그러했지만 정작 세이초 본인은 '사회파'라는 칭호가 추리소설에 쓰이는 것을 좋아하지 않았다. 만년에도 "사회파라는 호칭은 적당하지 않다."고 분명히 밝히고 있다.

##### 요코미조 세이시의 리바이벌 붐에 대하여
1970년대의 요코미조 세이시의 리바이벌 붐에 즈음해 세이초는 이를 근년의 추리소설에는 좋은 작품이 적다는 현실을 반영하는 것이라며 다음과 같이 말했다. "좋은 작품이 적어요. 사회파라는 것 가운데는 풍속소설인지 추리소설인지가 애매한 것이 많습니다. 추리소설적인 의미로 말하면 양적인 증가(水増し)입니다. 그래서 트릭만 있는 탐정 소설, 예를 들면 요코미조 씨의 것 등, 반전이 있으면 의외성도 있고, 재미도 있겠지요, 그러니 독자들에게 어필되는 것일 테고."

#### 역사, 시대 소설
데뷔 초의 세이초의 소설 집필은 역사 소설이 중심이었고, 《구루마야도》(くるま宿), 《히데요리의 도망길》(秀頼走路), 《54만 석의 거짓말》(五十四万石の嘘), 《코골이》(いびき) 등, 많은 작품이 집필되었다. 이러한 세이초의 역사 단편에서는 역사의 한 구석에서 적막하게 사라져 가는 불운한 사람들의 모습을 많이 다루고 있는데, 또한 세이초 본인의 유치소 구류 경험이 반영된 《코골이》 등 한때의 작가 자신의 생활 경험이 작품 전반에 현저하게 드리운 작품도 볼 수 있다. 또한 세이초가 처음으로 장편을 시도한 소설도 역사 소설이었다. 작가로서의 지명도가 올라 집필량이 격증한 뒤로도 연작 시대소설 《무숙 호적부》를 연재하는 등 한동안은 시대 · 역사 소설이 병행해 쓰여졌다.
역사 소설에 관해 세이초는 "오가이처럼 사실을 극명하게, 담담하게 한문을 섞어 쓰는 것만이 '풍격 있는' 역사 소설은 아니다. 사실의 하층에 파묻혀 있는 인간을 발굴하는 것이 역사 소설가의 할 일인 것이다. '사실'이란 결국 당시의 인간 심리의 교섭이 남긴 형태에 지나지 않는다. 반대로 말하자면 역사 소설은 '사실'이라는 형태의 상층부에서 하층부로 파내려가지 않으면 안 된다고 생각한다. '역사소설'과 '사실'은 떨어질 수 없는 것이다"라고 말하고 있다.
출판사의 시리즈 기획으로 에도 시대를 논한 《막부 말기의 동란》(幕末の動乱)이 정리되었는데, 그 경험을 살리는 형태로 대작 《아지랭이 그림》·「천보도록》이 태어났다.
세이초는 또 기쿠치 간의 《일본합전담》(1932 - 34년, 올 요미모노オール讀物에 연재)의 모티프를 살리는 형태로 《사설 일본 전투담》(마찬가지로 올 요미모노에 연재했다)을 집필하고 있다. 또, 오카모토 기도(岡本綺堂)의 《한시치 체포록》(半七捕物帳)을 비롯한 죄인명부에도 관심을 보이고 있었는데, 단편 집성형의 연작으로서 《채색에도절회도》(彩色江戸切絵図), 《다홍색 인쇄 에도의 소문》(紅刷り江戸噂)을 집필했다. 여기서도 추리소설과 같이 시리즈 캐릭터의 등장은 피해지고 있다(《범》, 《견세물사》는 유일한 예외).
- 오오쿠 부녀기(大奥婦女記, 1956년、로망 북스)
- 무숙 호적부(1958년、신쇼샤)
- 아지랭이 그림(1959년、신쇼샤)
- 천보도록(1964년、아사히 신문사)
- 사설・일본합전담(1966년、문예춘추)
- 다홍색 인쇄 에도의 소문(1968년、고단샤)
- 서해도담기(西海道談綺 (1976～77년、문예춘추)
- 겐닌(眩人, 1980년、주오고론샤)
- 도깨비불 마을(원제, 鬼火の町, 1984년、문예춘추)
- 난등에도경회(乱灯江戸影絵, 1985년、가도가와 서점)
- 이변가도(異変街道, 1986년、고단샤)
- 군사(軍師)의 입장(軍師の境遇, 1987년、가도가와 문고)
- 신겐의 깃발(信玄戦旗, 1987년、가도가와 서점)
- 도망(逃亡, 1991년、고분샤光文社 문고)

#### 단편소설
아쿠타가와 류노스케나 기쿠치 간의 단편소설에 젊은 무렵부터 관심을 보이고 있던 세이초는 특히 단편소설을 많이 집필했던 것으로 알려져 있다. 특히 초기 작품 대부분은 단편 작품이며, 문학적인 의미로의 완성도에서 단편을 높이 평가하는 논자도 적지 않다. 이들 작품에서는 특히 '어떤 의미에서 열등감을 안거나 사회적으로 고립하거나 하면서, 마음속으로는 세상이 돌아봐주었으면 하는 열렬한 현세욕구를 안은, 그것 때문에 오히려 파멸하고 마는 고독하고 편집적인 인간상'이 다루어지고 있다.
그 후 큰 반향을 불러 일으킨 《검은 화집》을 시작으로 연작 형식으로의 단편 발표가 계속되어 세이초의 창작 활동의 큰 기둥의 하나가 되었다. 집필 주체가 장편으로 넘어가면서 단편의 창작량은 감소했지만, 만년에 들어서도 단편 시리즈 《마쓰모토 세이초 단편 소설관》(松本清張短篇小説館), 《풀의 지름》(草の径)을 발표하는 등 그가 죽는 순간까지 단편 창작의 시도는 계속되었다. 역사상의 인물을 새로운 초점으로 조명하는 등, 여러 가지 각도의 창작을 하고 있다.
- 소설 일본예담(日本藝譚, 1958년, 신쇼샤)

한국에서는 2016년에 이규원의 번역으로 북스피어에서 「예술가로 산다는 것」이라는 제목으로 출간되었다.
- 그림자의 수레(影の車, 1961년, 중앙공론사)
  - 「잠재광경(潜在光景)」, 「전아한 남매(典雅な姉弟)」, 「만엽비취(万葉翡翠)」, 「분재를 사는 여자(鉢植を買う女)」, 「옅은 화장의 사내(薄化粧の男)」, 「확증(確証)」, 「시골 의사(田舎医師)」, 「돌풍(突風)」
- 불의 신 가쿠즈치의 죽음(火神被殺, 1973년, 문예춘추)
  - 「불의 신 가쿠즈치의 죽음」, 「기묘한 피고(奇妙な被告)」, 「포도풀 모양의 자수(葡萄草模様の刺繍)」, 「신의 마을 사건(神の里事件)」, 「은의의 끈(恩誼の紐)」
- 풀의 지름(草の径)
  - 「노공(老公)」, 「모차르트 백악(モーツァルト伯楽)」, 「죽은 자의 망막 범인상(死者の網膜犯人像)」, 「넷카 강의 그림자(ネッカー川の影)」「숨은 자의 일기초(『隠り人』日記抄)」, 「주술의 소용돌이 문양(呪術の渦巻文様)」, 「夜が怕い」
- 흑의 도설(黒の図説)
  - 「속력의 고발(速力の告発)」, 「분리의 시간(分離の時間)」, 「오가이의 하녀(鴎外の婢)」, 「서예 강습(書道教室)」, 「다다미 여섯 장의 생애(六畳の生涯)」, 「장마와 서양 욕실(梅雨と西洋風呂)」, 「들어본 적 없는 장소(聞かなかった場所)」, 「살아 있는 파스칼(生けるパスカル)」, 「먼 접근(遠い接近)」, 「산의 뼈(山の骨)」, 「표상시인(表象詩人)」, 「높은 누대의 집(高台の家)」
- 검은 양식(黒の様式)
  - 「브레이크(歯止め)」, 「범죄광고(犯罪広告)」, 「미소의 의식(微笑の儀式)」, 「두 개의 목소리(二つの声)」, 「무기력의 벌레(弱気の虫)」, 「내해의 고리(内海の輪)」
- 54만 석의 거짓말
  - 「두 갈래 길(二すじの道)」, 「54만 석의 거짓말」, 「흠(疵)」, 「흰 매화 향기(白梅の香)」, 「사카이의 칼자국(酒井の刃傷)」, 「무사 지다(武士くずれ)」, 「구루마야도」
- 어느 '고쿠라 일기' 전(或る「小倉日記」伝)
- 돌의 뼈(石の骨)
- 1년 반만 기다려(一年半待て)
- 음모장군(陰謀将軍)
- 얼굴(顔)
- 까마귀(鴉)
- 공범자(共犯者)
- 목소리(声)
- 오차(誤差)
- 손가락(指)
- 잠복(張込み) -（소설 신쇼 1955년 12월호）

### 논픽션
- 일본의 검은 안개(日本の黒い霧, 1962년, 문예춘추 신샤新社)
- 쇼와사 발굴(昭和史発掘, 1965∼72년, 문예춘추 신샤, 문예춘추)
- 미스터리의 계보(ミステリーの系譜, 1968년, 신쇼샤)

### 평론 및 사론(史論)
세이초의 역사, 특히 고대사에 대한 관심은 오쿠라에 살던 시절, 기타규슈를 중심으로 각지의 유적을 답사하면서 길러진 것이다. 세이초는 "내가 쓰는 '역사'는 고대사와 현대사에 관계된 것이 많고, 그 가운데는 빠져 있다. 사람들로부터 자주 질문받는 점이지만 이것은 '잘 모른다'는 점에 매료되고 있기 때문일 것이다. 고대사에는 사료가 적기에, 현대사는 자료가 너무 많지만 그 가치가 정해지지 않았기에, 어느 쪽이나 공백의 부분이 있다. 역사는 역시 추리의 즐거움이 없으면 안 된다"고 말하고 있다. 고고학은 창작 초기부터 그의 중요한 모티프가 되어, 《단비》(断碑) 《돌의 뼈》(石の骨) 등의 단편이 쓰여졌다. 근현대사와 관련해 《일본의 검은 안개》나 《쇼와사 발굴》과 같은 논픽션 작품에 더해 메이지 시대의 사상가인 나카에 초민(中江兆民)을 논한 《불의 허주》(火の虚舟), 야마가타 아리토모를 소재로 하는 소설 《상징의 설계》, 오쿠보 도시미치에서 요시다 시게루·하토야마 이치로 등을 거쳐 1980년에 이르는 재상론 《사관 · 재상론》(史観・宰相論) 등, 주로 인물을 통해 근현대사를 재고하는 대처가 계속되었다. 문예춘추는 이후로도 근현대사를 소재로 한 세이초의 작품을 실어줄 의향을 지니고 있었는데, 좌절한 문예춘추의 기획 가운데 하나로서 전후내각론(戦後内閣論)이 있다. 만년에 이르면 논픽션에서 소설작품으로 안이 바뀌어 《신들의 난심》의 집필이 시작되었다(미완).
- 현대관료론(現代官僚論: 1963~66년, 문예춘추신사文藝春秋新社)
- 세이초 통사(清張通史: 1976~83년, 고단샤)
- 고대사의(古代私疑: 1974년, 중앙공론사)
- 고대탐구(古代探求)
- 사관 재상론(1980년, 문예춘추)
- 아오키 시게루와 사카모토 한지로(青木繁と坂本繁二郎, 1982年、신쇼샤)

세이초가 제시한 고대사 관련 가설은 이후의 고고학 연구나 역사학 연구의 성과에 의해 현재는 사실과는 별로 관련이 없는 것으로 확인된 것도 있다. 그러나 일반 대중의 관심을 널리 환기시켜 학계에 자극을 주었던 그 '착상'을 높게 평가하는 연구자도 존재하고 있다. 이노우에 미쓰사다나 우에다 마사아키는 세이초가 『고대사의』를 발표한 시점에서 이 저술을 높게 평가하였다. 이 대담에도 참가한 고고학자 사와라 신(佐原眞)은 훗날, 세이초의 생각 그 자체는 동의할 수 없는 부분도 많지만, 기존 연구자들은 도저히 생각도 못했던 그의 발상이나 착상은 확실히 자극적인 것으로 평가하고 있다. 또 세이초의 고대사론은 기본적으로는 문헌 학습에 근거하고 있었지만, 보통 연구자가 별로 주목하지 않던 메이지 시대 이래의 오래된 연구사도 숙독하고 있어, 이러한 학사(學史)의 학습이 세이초를 강하게 해준 것은 아닌지, 하고 그 특색을 분석하고 있다.
역사학자 가도와키 데이지(門脇禎二)나 고고학자 모리 고이치(森浩一)는 대담에서 세이초 사후에 진행된 산나이 마루야마(三内丸山) 유적의 발굴 결과로 세이초가 제시했던 가설이 부정된 사례도 있지만, 당시의 정치사 중심으로 이루어지던 학계 경향에 대해 국제적인 인적 교류나 무역사의 시점을 강조한 것, 혹은 한국 문화의 영향을 비중있게 평가하던 당시의 연구 풍조에서 조로아스터교 같은 페르시아 문화의 영향력을 강조한 것 등은 학계에 큰 자극이 되었으며, 또한 세이초가 있는 동안은 학자들도 텔레비전 같은 곳에서 그저 '적당히' 말할 수만은 없는 어떤 분위기가 존재하고 있었다고 술회 하고 있다.
근현대사에 대해서도, 일본 근대사를 전공한 학자 아리마 마나부(有馬学)에 의하면, 논픽션 「쇼와사 발굴」에서 세이초가 인용한 사료들은 당시의 연구자가 봐도 상당한 수준의 지식이 없으면 모을 수 없는 것이었다고 한다(때문에 여러 억측도 생겨났지만 세이초는 "자료를 모으고 찾는 일은 주간 문예춘추의 편집부원 후지이 야스에 혼자 맡았던 일"이라고 분명히 밝히고 있다). 역사학자 나리타 류이치(成田龍一)와 일본 문학자 고모리 요이치(小森陽一)는 「일본의 검은 안개」와 「쇼와사 발굴」은 세이초의 당시 일본 전후 역사학(학문지상주의)에 대한 비판 의식을 찾아낼 수 있다고 말하고 있다. 전후 역사학이 '권력 대 민중 운동'이라는 뼈대에 묶여 권력(=천황)의 문제를 고찰하는(=천황제는 봉건제의 잔재이자 일본의 발전이 늦었던 상징이라는) 이데올로기 구조가 되어 있을 때 세이초는 여기에 'GHQ의 모략'이라는 시점을 도입했고, 또 법칙성에 근거한 역사의 발전(=마르크스주의)이 아닌 개별적으로 제각각인 사건을 추구하고 배경을 찾는다는 발상 자체는 당시 일본 역사학에는 없었던 것으로 「일본의 검은 안개」에서 처음으로 시도한 새로운 방법이며, 「일본의 검은 안개」는 당시 천황을 둘러싼 논의까지는 이르지 않았기에 당시 많은 역사학자들은 세이초의 논의를 가볍게 흘려 무시했지만, 후에 세이초는 「쇼와사 발굴」에서 파시즘의 문제를 다루면서, 전후 역사학이 다이쇼 익찬회(大政翼賛会) 같은 사상 통제나 치안유지법으로 대표되는 위로부터의 파시즘을 강조하는 패턴을 취하고 있던 것에 대해, 낮은 관직이나 군사의 단계까지 자료를 발굴하며 언급 대상을 확대해, 2·26 사건으로 궐기한 청년 장교나 A급 전범에게 모든 전쟁 책임이 있는 것이 아니라, 일본의 국민 한 사람 한 사람이 이미 전쟁에 대한 욕망을 품고 밑에서부터 파시즘을 바라고 있었음을 논증하려고 했다, 라고 지적하고 있다.

### 수필, 에세이, 기행
- 수필 검은 수첩(随筆 黒い手帖, 1961년、주오코론샤)
- 밀교의 발원지를 보다(密教の水源をみる, 1984년、고단샤)
- 이름 없는 화물(名札のない荷物, 1992년, 신쇼샤）

### 일기
- 《세이초 일기》(清張日記, 1984년, 일본방송출판협회)
- 《지나온 나날》(過ぎゆく日暦, 1990년, 신쇼샤)